# خرامهسی
خرامهسی (به لاتین: Khramhesi) یک منطقهٔ مسکونی در گرجستان است که در شهرداری تسالکا واقع شده‌است. خرامهسی ۵۸ نفر جمعیت دارد و ۱٬۱۱۰ متر بالاتر از سطح دریا واقع شده‌است.